# Lophura
Lophura là một chi động vật trong họ Trĩ (Phasianidae). Chi này bao gồm 11 loài và một vài phân loài. Cùng với chi Tragopan và một vài chi khác, chúng có tên gọi chung là gà lôi.

## Phân loại
| Hình ảnh | Tên khoa học            | Tên thông dụng                         | Phân bổ                                    |
| -------- | ----------------------- | -------------------------------------- | ------------------------------------------ |
|          | Lophura bulweri         | Gà lôi Bulwer                          | Borneo                                     |
|          | Lophura diardi          | Gà lôi hông tía                        | Campuchia, Lào, Thái Lan và Việt Nam       |
|          | Lophura edwardsi        | Gà lôi lam mào trắng, gà lôi mào trắng | Việt Nam                                   |
|          | Lophura erythrophthalma | Gà lôi lưng lửa không mào              | Brunei, Indonesia, Malaysia, và Singapore. |
|          | Lophura ignita          | Gà lôi mào lưng lửa                    | Bán đảo Thái-Malay, Borneo và Sumatra.     |
|          | Lophura inornata        | Gà lôi Salvadori                       | Sumatra                                    |
|          | Lophura leucomelanos    | Gà lôi Kalij                           | Pakistan đến Tây Thái Lan.                 |
|          | Lophura nycthemera      | Gà lôi trắng, gà lôi vằn, gà lôi bạc   | Lục địa Đông Nam Á, Đông và Nam Trung Quốc |
|          | Lophura swinhoii        | Gà lôi Swinhoe                         | Đài Loan.                                  |

Hai loài Lophura hatinhensis (gà lôi lam đuôi trắng, gà lừng, gà lôi Hà Tĩnh) và Lophura hoogerwerfi (Gà lôi Aceh) đôi khi được coi là các phân loài, giảm số lượng loài trong chi này xuống còn 10. Các phân loài khác đôi khi lại được coi là các loài khác biệt. Lophura × imperialis hiện nay được coi là con lai nguồn gốc tự nhiên của gà lôi trắng (L. nycthemera) với gà lôi lam mào trắng (L. edwardsi) hoặc gà lôi lam đuôi trắng (L. hatinhensis) chứ không phải là một loài thực sự. Vì vậy nó đã bị BirdLife và IUCN đưa ra khỏi danh sách loài bị đe dọa.

## Lai ghép tự nhiên
- Lophura × imperialis - Gà lôi lam mào đen[1]